# 李恒茂
李恒茂（？—？），號平田，直隸順德府邢臺縣人。

## 生平
万历三十四年（1606年）丙午科順天府鄉試第五十八名舉人，四十四年（1616年）丙辰科進士，吏部觀政，四十八年四月授陕西长安县知县，本省同考，天啓二年行取，四年官禮科給事中，五年管十庫，天启六年二月，削禮科給事中李恆茂藉。初恆茂以遼警具疏，有曹爾禎整兵山東一語。得旨：爾禎擢撫山西，如何疏指山東，責令回奏。恆茂復疏謂爾禎為山東布政，尚未離任，以部題督發山東標兵為據， 上以東西字顯有錯誤，不恭所奏，含糊至是，乃以錯誤引罪，遂削奪之。後以黨附魏忠贤復職。崇禎元年五月以劾免官。言李恒茂與李魯生、李蕃號曰三李，為阉黨楊維垣密友，聲勢薰灼，故長安（京城）為之謠曰：官要起，問三李。今魯生、李蕃己劾免，恒懋亦乞立賜處分。于是杨李二人皆罷。

## 家族
曾祖李仲良。祖李朝陽。父李時萃，庠生。

## 引用
1. ↑  《萬曆四十四年丙辰科進士序齒録》
2. ↑  《萬曆四十四年丙辰科進士履歷》：李恒茂，平田，易三房，戊子七月十六日生。邢台人，丙午五十八，会二百二十九，三甲二百五十四名，吏部政，戊午四月授長安知縣，本省同考，壬戌十二月行取，甲子授禮科給事中，乙丑管十庫，丙寅为民，丁卯起禮科，戊辰闲住，己巳为民。